# 62 Pułk Piechoty (Imperium Rosyjskie)
62 Suzdalski pułk piechoty (ros. 62-й пехотный Суздальский Генералиссимуса князя Суворова полк) – oddział piechoty okresu Imperium Rosyjskiego.

## Charakterystyka
Sformowany 25 czerwca 1700 roku za panowania Piotra I Wielkiego, rozformowany w 1918.
Dyslokacja w 1914 roku: Osada Hornostaje oddalona około 1,5 km od  stacji kolejowej Mońki wyposażonej w rampy za i wyładowcze (zapasowe) dla stacjonujących wojsk m.in. w Twierdzy Osowiec (10 km) oraz dla  skoszarowanych wojsk w Downarach (oddalonych ok. 6 km).
W przededniu I wojny światowej pułk etatowo posiadał cztery bataliony po cztery kompanie oraz kompanię tyłową. Kompania piechoty czasu wojny liczyła około 240 żołnierzy i 4–5 oficerów. Na szczeblu pułku występował także pododdział karabinów maszynowych (8 km), łączności (w tym 14 konnych gońców i 21 telefonistów) i zwiadowczy (64 zwiadowców, w tym 4 kolarzy). W sumie pułk liczył około 4000 żołnierzy.

## Podporządkowanie
Lipiec 1914:
- 6 Korpus Armijny – Łomża
  - 16 Dywizja Piechoty – Białystok
    - 1 Brygada Piechoty – Białystok
      - 62 Suzdalski pułk piechoty – Hornostaje-Osada[6]